# Колишній прибутковий будинок Бубнова
Колишній прибутковий будинок Бубнова — раніше житловий (прибутковий) будинок за теперішньою адресою вулиця Пилипа Орлика, 4 у місті Києві. Зараз є адміністративною будівлею; станом на 2020 роки тут розміщується Касаційний кримінальний суд у складі Верховного суду. Будівля є пам’яткою архітектури та історії.  

## Історія
Історія земельної ділянки, де розташована теперішня будівля, простежується з XI — ХІІ ст. ст. З XVIII ст. вказана земельна ділянка належала до садиби Кловського палацу. 
На початку XIX ст. земельні ділянки поряд з палацом були надані приватним особам. Відтоді на цьому місці розташовувалася садиба історика Максима Федоровича Берлинського. Впродовж XIX — XX ст. земельна ділянка зі спорудами декілька разів змінювала власників. Мінялася й забудова на ділянці. Не раніше 1908 року цю землю придбав підприємець, купець 1-ї гільдії Арсеній Микитович Бубнов. У 1908 чи 1909 році він і замовив будівництво теперішньої будівлі як прибуткового будинку.
Власник будинку з родиною займали весь другий поверх. Деякі квартири здавалися в найм.
Після встановлення радянської влади в Києві будинок був націоналізований. Тут проживали працівники органів державної безпеки.
По закінченню Другої світової війни будинок передали у постійне користування Верховного Суду УРСР. Відтоді будівля використовується вищим судовим органом України. 

## Опис
Споруда — яскравий зразок прибуткового будинку періоду історизму початку XX ст. Будинок чотириповерховий з підвалом, цегляний, тинькований, у плані прямокутний, односекційний. Внутрішнє планування коридорного типу.